# Όrοs Voras
Όrοs Voras este o arie protejată (arie de protecție specială avifaunistică — SPA) din Grecia întinsă pe o suprafață de 79.178,41 ha, integral pe uscat.

## Localizare
Centrul sitului Όrοs Voras este situat la coordonatele 40°55′30″N 21°52′16″E / 40.92487°N 21.871129°E.

## Înființare
Situl Όrοs Voras a fost declarat arie de protecție specială avifaunistică în martie 2010 pentru a proteja 35 de specii de animale.

## Biodiversitate
Situată în ecoregiunea mediteraneană, aria protejată nu include niciun habitat protejat.
La baza desemnării sitului se află mai multe specii protejate de  păsări (35): uliu cu picioare scurte (Accipiter brevipes), ciocârlie-de-câmp (Alauda arvensis), fâsă-de-câmp (Anthus campestris), stârc cenușiu (Ardea cinerea), cocoșul de mesteacăn (Bonasa bonasia), buha (Bubo bubo), pasărea ogorului (Burhinus oedicnemus), șorecarul comun (Buteo buteo), ciocârlie-cu-degete-scurte (Calandrella brachydactyla), caprimulg (Caprimulgus europaeus), șerpar (Circaetus gallicus), erete alb (Circus macrourus), prepeliță (Coturnix coturnix), lăstun de casă (Delichon urbicum), ciocănitoare de grădină (Dendrocopos syriacus), ciocănitoare neagră (Dryocopus martius), Emberiza caesia, presură de grădină (Emberiza hortulana), Falco eleonorae, șoim călător (Falco peregrinus), vânturel de seară (Falco vespertinus), Ficedula semitorquata, rândunică (Hirundo rustica), sfrâncioc roșiatic (Lanius collurio), sfrânciocul cu frunte neagră (Lanius minor), Leiopicus medius, ciocârlie de pădure (Lullula arborea), prigoare (Merops apiaster), grangur (Oriolus oriolus), vrabie negricioasă (Passer hispaniolensis), viespar (Pernis apivorus), ciocănitoare verzuie (Picus canus), lăstun de mal (Riparia riparia), turturică (Streptopelia turtur), Tachymarptis melba.
Pe lângă speciile protejate, pe teritoriul sitului au mai fost identificate 88 de specii de plante, 2 specii de păsări.